# مارينكا
مارينكا (بالأوكرانية: Мар'їнка)‏ هي مدينة أوكرانية تقع في وسط مقاطعة دونيتسك جنوب شرق أوكرانيا. يبلغ عدد سكان المدينة 9089 نسمة في أوائل عام 2022، ولكن بسبب الغزو الروسي لأوكرانيا في عام 2022 صار عدد السكان يساوي صفرا اعتبارا من نوفمبر من العام نفسه.

## التاريخ
تأسست المدينة في أربعينيات القرن التاسع عشر.
سيطرت ألمانيا النازية على المدينة في الفترة الممتدة بين عامي 1941 و1943 خلال الحرب العالمية الثانية.
خلال الاحتلال الألماني، تم قتل جميع اليهود في مارينكا والقرى والبلدات المجاورة لها وتم دفنهم في مقبرة جماعية. تمت المجزرة في حفرة قرب مقبرة المدينة.

### إضطرابات عام 2014
عصفت في دونباس المشاكل والمظاهرات والمعارك بين الروسيين الذين يسكنون منطقة دونباس والذين هم شبه أغلبية فيها، وبين الجيش الأوكراني بدئت من عام 2014 ومستمرة إلى الآن. كانت مارينكا ساحة معركة استمرت يوم واحد بين الانفصاليين الروس والجيش الأوكراني في 3 يونيو من عام 2015 إنتهت بإنتصار الجيش الأوكراني بعد القيام بوقف إطلاق النار.

### خلال الغزو الروسي لأوكرانيا 2022
بدأت معركة مارينكا أبتدائا من 17 مارس من عام 2022 وظلت مستمرة حتى 25 ديسمبر من عام 2023. خلال المعركة، دمرت جميع المباني والمنازل في المدينة ،وهجرها جميع سكانها بحلول نوفمبر من العام نفسه. سيطرت روسيا والقوات الموالية لها على أكثر من 70% من مساحة المدينة بحلول نوفمبر من العام نفسه.

### 2023
في 26 ديسمبر من عام 2023، أكد الجيش الأوكراني، انسحابه إلى "أطراف" بلدة مارينكا قرب دونيتسك بشرق أوكرانيا، غداة إعلان روسيا السيطرة عليها بالكامل.